# Política Nacional de Saúde do Trabalhador e da Trabalhadora
A Política Nacional de Saúde do Trabalhador e da Trabalhadora, estabelecida pela Portaria GM/MS n° 1.823/2012, visa o desenvolvimento da atenção integral à saúde do trabalhador, especialmente na vigilância, a partir da promoção e proteção da saúde dos trabalhadores e a redução da morbimortalidade gerada por modelos de desenvolvimento e processos produtivos. As ações dessa política são coordenadas entre o governo federal, estadual e municipal, segundo o conjunto de políticas de saúde do Sistema Único de Saúde (SUS), considerando a transversalidade das ações de saúde do trabalhador e o trabalho como um determinante do processo saúde doença.
As ações envolvem envolvem desde o monitoramento dos ambientes e das atividades de trabalho, até intervenções para melhorar situações que interferem na saúde dos trabalhadores. Além disso, a política também busca aproximar o planejamento e a avaliação das práticas de saúde com o conhecimento técnico, valorizando a experiência e o saber dos próprios trabalhadores. Em resumo, a política envolve a prevenção, proteção e promoção da saúde, levando em conta os contextos de trabalho e seus impactos sobre o bem-estar físico e mental dos trabalhadores.

## Histórico
Nos anos 1970, houve no Brasil um rápido crescimento no número de trabalhadores industriais, que levou à um movimento de organização da classe trabalhadora em busca de melhores condições de trabalho, regulamentação da jornada e aumentos salariais. Nessa mesma época, surgiram os primeiros movimentos voltados para a defesa da saúde dos trabalhadores e melhoria das condições laborais. 
A criação de Programas de Saúde do Trabalhador (PST) foi estimulada por órgãos como a Organização Internacional do Trabalho (OIT) e Organização Mundial da Saúde (OMS), e a Organização Pan-Americana da Saúde (OPAS) que em 1983, publicou o Programa de Acción en la Salud de los Trabajadores. Em 1984 a OPAS promoveu um seminário em Campinas - SP, em que foi discutida a necessidade de expandir o conceito de saúde ocupacional para saúde dos trabalhadores, abrangendo questões econômicas, culturais e individuais, integradas à relação entre saúde e trabalho.
Naquele mesmo ano, 1984, foi lançado um programa pioneiro chamado Programa de Saúde do Trabalhador Químico do ABC, que surgiu a partir da proposta desenvolvida pelo Departamento Intersindical de Estudos e Pesquisas de Saúde e dos Ambientes de Trabalho (DIESAT) para o Sindicato dos Trabalhadores Químicos e Petroquímicos do ABCD, apresentada para a Secretaria de Estado da Saúde (SES) de São Paulo. A partir de então, programas semelhantes foram implementados em outros estados, estabelecendo diferentes níveis de participação dos trabalhadores.
Os primeiros Programas de Saúde do Trabalhador e Centros de Referência em Saúde do Trabalhador, anteriores à criação do SUS apresentavam uma abordagem assistencial, em que o foco era diagnosticar, orientar e monitorar doenças relacionadas ao trabalho. Uma mudança significativa aconteceu durante a VIII Conferência Nacional de Saúde, que reconheceu que condições de trabalho dignas e o controle dos trabalhadores sobre processos e ambientes de trabalho eram pré-requisitos essenciais para o pleno acesso à saúde. Além disso, a 1ª Conferência Nacional de Saúde do Trabalhador (CNST) incorporou a proposta de que o SUS deveria incluir ações e órgãos voltados à saúde do trabalhador, reforçando o conceito de saúde como um direito.
A incorporação da Saúde do Trabalhador no SUS não seguiu um percurso linear ou contínuo. Com a promulgação da Constituição de 1988, que formalizou a inclusão da ST no sistema de saúde, surgiram vários obstáculos, como a ausência de uma cultura voltada à ST na saúde pública, a escassez de recursos e de profissionais qualificados, além de conflitos de competência entre diferentes áreas do Estado. Houve também resistência por parte das vigilâncias tradicionais e dificuldades em municipalizar as ações. Nos anos 1990, iniciativas como a II Conferência Nacional de Saúde do Trabalhador (1994) reforçaram a necessidade de municipalizar as ações de ST, ainda assim sua implementação plena não foi totalmente concretizada.
A criação da Comissão Intersetorial de Saúde do Trabalhador (CIST), no início da década de 1990, contribuiu para a formulação de políticas de ST, incluindo a Instrução Normativa da Vigilância em Saúde do Trabalhador (VISAT) e a Norma Operacional de Saúde do Trabalhador (NOST/SUS). A publicação da Lista de Doenças Relacionadas ao Trabalho (1999) foi outro avanço, ampliando o reconhecimento oficial dessas doenças.
Nos anos 2000, foi criada a Rede Nacional de Atenção Integral à Saúde do Trabalhador (RENAST), formalizada por portarias entre 2002 e 2009. Apesar desse avanço, ainda havia dificuldades na distribuição de recursos e na padronização das ações. A RENAST ajudou a melhorar a formação de profissionais, mas surgiram questões sobre a qualidade dos cursos de capacitação e a eficácia das metodologias usadas. O Ministério Público do Trabalho (MPT) desempenhou um papel importante, ajudando a resolver problemas trabalhistas por meio de audiências públicas e Termos de Ajuste de Conduta (TAC).
A homologação da Política Nacional de Saúde do Trabalhador e da Trabalhadora, em 2012, foi um marco importante, estabelecendo diretrizes para as ações e a produção científica na área. Um desafio contínuo é garantir que a formação de profissionais resulte em ações práticas e efetivas para melhorar as condições de trabalho e saúde dos trabalhadores, alinhando conhecimento acadêmico com a realidade do setor.

## Objetivos da Política
A Política Nacional de Saúde do Trabalhador e da Trabalhadora tem como principais objetivos fortalecer a Vigilância em Saúde do Trabalhador (VISAT), promovendo a identificação e intervenção nas condições de risco à saúde nos ambientes de trabalho. Isso inclui o monitoramento das atividades produtivas e a análise das condições de saúde dos trabalhadores. Além disso, a política visa promover ambientes de trabalho saudáveis, com a adoção de parâmetros de proteção e articulação entre vigilância em saúde e outros setores.
Outro objetivo é garantir a integralidade na atenção à saúde dos trabalhadores dentro do Sistema Único de Saúde (SUS), assegurando que todas as instâncias de atenção, desde a atenção primária até a especializada como cuidado médico, fonoaudiológico e de fisioterapeutas ,estejam conectadas e preparadas para responder às demandas relacionadas à saúde no trabalho. A política também busca inserir as questões relacionadas ao trabalho como determinantes do processo saúde doença, considerando a atividade laboral como parte essencial nas análises de situação de saúde e intervenções.
Com isso, a política promove a participação ativa dos trabalhadores e de suas organizações nas decisões e estratégias voltadas à saúde, além de assegurar que a qualidade do atendimento prestado pelo SUS seja garantida para todos os trabalhadores, abordando tanto a prevenção quanto a reabilitação, incluindo ações educativas e de comunicação sobre os riscos à saúde no ambiente de trabalho como exemplo o uso de EPIS, a notificação de acidentes de trabalho e respeito às leis vigentes.

## Estrutura Organizacional
A estrutura organizacional é composta por esferas diversas, seja no campo governamental ou social, entre eles: Ministério da Saúde, que entrega trabalho, saúde, e desenvolvimento social, implementando a PSTT; Rede de atenção à saúde, que objetiva integrar os serviços de saúde entre a atenção primária, média e alta complexidade; Educação e formação de profissionais de segurança do trabalho e da saúde, fundamentais na implementação do programa; Vigilância em saúde, em parceria com a vigilância sanitária e epidemiológica para implementar medidas de biossegurança. Os atores sociais, como os sindicatos e Organizações Não Governamentais (ONGs) são essenciais na elaboração e fiscalização das políticas de saúde dos trabalhadores. 
O Centro de Referência em saúde do Trabalhador (CEREST), uma das principais esferas que compõem a Política Nacional de Saúde do Trabalhador e Trabalhadora é um local de atendimento regional responsável pelo atendimento especializado em saúde do trabalhador, realiza promoção, proteção, recuperação da saúde dos trabalhadores, na prática se torna fonte geradora de conhecimento, pois tem condição de indicar se as doenças ou os sintomas das pessoas atendidas possuem relação com o ofício que elas exercem, na região onde se encontram. Esses dados podem ser de extrema importância, sendo válidos para as negociações feitas pelos sindicatos e também para a formulação de políticas públicas que visam a melhoria da qualidade de vida da classe trabalhadora e na elaboração de estudos científicos com o armazenamento das bases de dados coletadas. 

## Eixos de Atuação
Os eixos de atuação são as principais áreas nas quais uma política pública conduz suas ações e intervenções, servindo como pilares sustentadores para a implementação de suas medidas de forma prática e organizada. No caso da Política Nacional de Saúde do Trabalhador e da Trabalhadora, há foco na promoção, prevenção e proteção da saúde dos trabalhadores, desde a vigilância em saúde até a reabilitação profissional.

### Vigilância em saúde do trabalhador
A supervisão da saúde do trabalhador diz respeito ao acompanhamento regular e sistemático das condições de saúde dos trabalhadores e dos locais de trabalho. A meta é reconhecer, analisar e prevenir riscos ocupacionais, visando aprimorar as condições laborais e diminuir a incidência de acidentes e enfermidades ligadas ao trabalho, protegendo os funcionários, detectando perigos antes que causem prejuízos e sugerindo ações que fomentem um ambiente de trabalho mais seguro e saudável. Suas ações abrangem a verificação constante de locais de trabalho, a recolha de informações epidemiológicas sobre enfermidades ocupacionais, o monitoramento de riscos, físicos, químicos, biológicos, ergonômicos, psicossociais, ambientais e mecânicos (de acidentes), bem como a realização de investigações acerca das causas desses acidentes e enfermidades.

### Atenção à saúde no ambiente ocupacional
Este eixo se concentra na oferta de serviços de saúde dentro do próprio local de trabalho. Ele abrange tanto medidas preventivas quanto curativas, que podem envolver consultas médicas regulares, serviços emergenciais e recomendações sobre saúde e segurança onde se trabalha. Suas medidas incluem: implementação de programas de controle médico de saúde ocupacional (como o PCMSO), incentivo a programas de qualidade de vida laboral, campanhas de imunização, além de ações focadas em ergonomia, ruído e outros aspectos. 

### Prevenção de enfermidades e acidentes de trabalho
A implementação de ações preventivas de enfermidades e complicações e a promoção da saúde requer o entendimento e a adesão às leis e às normas técnicas nacionais por parte de empregadores e empregados, além do incentivo à implementação de boas práticas de saúde e segurança no ambiente de trabalho.
O propósito é atuar nos elementos determinantes do adoecimento ligado ao trabalho, com o intuito de erradicar ou, na falta disso, reduzir e gerir tais elementos.
As ações preventivas devem levar em conta a observação do processo, do ambiente e das condições laborais, detectando possíveis situações de perigo para a saúde, o monitoramento da morbimortalidade relacionada ao trabalho, e a monitorização da exposição aos agentes e aos fatores de risco identificados. Portanto, as ações de prevenção e proteção devem levar em conta a hierarquia de controle de riscos, cujo objetivo é organizar as atividades de saúde e segurança do trabalhador de maneira mais ampla e eficaz.
As ações podem ser resumidas em:
• Remoção ou diminuição máxima dos riscos.
• Troca de riscos: troca de produtos, partes ou processos completos: substituindo maquinário e equipamentos por outros que representem menos perigo à saúde.
• Gestão de engenharia: gerenciamento das exposições no ambiente de trabalho, isolamento, limitação da exposição ao risco, implementação de mecanismos de proteção que aprimorem a proteção e condições globais dos espaços.
• Gestão administrativa: alteração na forma e organização do trabalho, reformulação da estrutura organizacional, da atividade ou do trabalho, implementação de métodos alternativos de trabalho, combinação de medidas técnicas e administrativas, com o objetivo de prevenir a saúde dos trabalhadores.

### Reabilitação Profissional
A reabilitação no trabalho consiste em um conjunto de medidas voltadas para reintegrar o empregado que sofreu um acidente ou contraiu uma enfermidade ligada ao trabalho de volta ao seu trabalho ou a uma nova função que seja adequada às suas condições de saúde, podendo contar com programas de readaptação funcional, formação e treinamento para novas funções, além de assistência médica e terapêutica durante o período de retorno ao emprego.

## Desafios
Muitos trabalhadores ainda desconhecem seus direitos e responsabilidades em termos de saúde e segurança do trabalho, impactando na implementação de políticas de prevenção e proteção. Além disso, a questão da disparidade regional no Brasil, do ponto de vista de disponibilidade de recursos e infraestrutura, também interfere na política. Essa menor disponibilidade impacta, por exemplo, nas atividade dos Centros de Referência em Saúde do Trabalhador (CEREST) e restringe a habilidade de supervisão e ação preventiva.
Outro desafio pode estar relacionado as mudanças no mercado de trabalho, impulsionadas por novas modalidades e configurações de trabalho, que exigem uma reavaliação contínua das políticas de saúde dos colaboradores e a necessidade de adaptação às novas realidades para proteger a saúde mental e física dos colaboradores.
Outro fator relevante é o envelhecimento da força de trabalho, que impõe novos desafios à política de saúde corporativa, pois os trabalhadores mais velhos são mais suscetíveis a doenças crónicas e mais propensos a estar expostos a acidentes de trabalho.